# Sam Steele

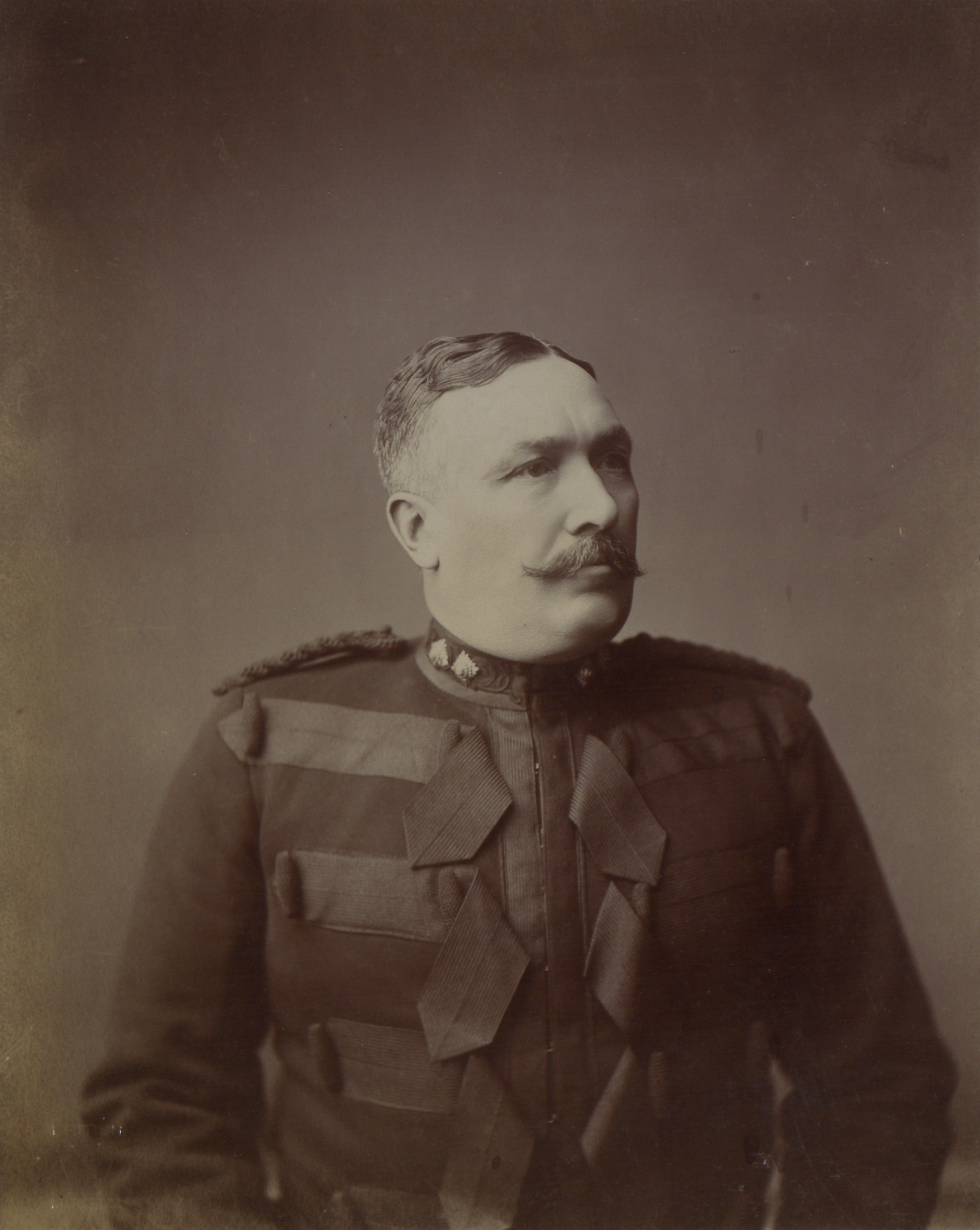
Sam Steele, 1900

Sir Samuel Benfield Steele (* 5. Januar 1848 in Oro-Medonte, Ontario; † 30. Januar 1919 in London, England) war ein kanadischer Militäroffizier und Polizist. Er befehligte die North-West Mounted Police während des Klondike-Goldrauschs. Außerdem war er auch Offizier in der kanadischen Miliz, unter anderem während der Nordwest-Rebellion, im Zweiten Burenkrieg und im Ersten Weltkrieg.

## Leben und Karriere
Steele wurde am 5. Januar 1848 in Oro-Medonte, Ontario geboren. Sein Vater, Elmes Yelverton Steele, war Commander der Royal Navy und hatte in den Koalitionskriegen gekämpft. Sein Vater zog 1833 nach Kanada, wo er als britischer Kriegsveteran kostenloses Land erhalten konnte. Fünf von Steeles Onkeln hatten ebenfalls in den Streitkräften des Vereinigten Königreichs gedient. Seine Mutter stammte von der schottischen Insel Islay. Im Alter von 13 Jahren wurde er Waise und zog zu seinem älteren Halbbruder John Steele. Er absolvierte das Royal Military College of Canada. 1866 trat er der Canadian Militia bei. Er war zunächst im 35th Simcoe Bataillon, bevor er Offizier im 31st Grey Bataillon wurde.
Im 1870 war Steele an der Reaktion der kanadischen Regierung auf die Red-River-Rebellion beteiligt. Als Steeles Einheit eintraf, hatten sich die Métis-Rebellen bereits ergeben und Louis Riel war in die Vereinigten Staaten geflohen. Im nächsten Jahr wechselte er zur Artillerie und war bis 1873 Artillerieausbilder in Fort Henry in Kingston. Während dieser Zeit interessierte er sich zunehmend für Westkanada und die First Nations, die indigenen Völker Kanadas.
Im 1873 trat Steele der neu gegründeten North-West Mounted Police bei. 1874 wurde er nach Winnipeg geschickt, wo er für die Ausbildung neuer Polizisten verantwortlich war. Im selben Jahr wurde er in Selkirk, Manitoba, Freimaurer. Im Jahr 1879 wurde Steele zum Kommandeur eines Festung, Fort Qu’Appelle, ernannt.
Im 1877 trafen sich Steele und der amerikanische General Alfred Terry mit Häuptling Sitting Bull. Sitting Bull und 2000–3000 Hunkpapa-Lakota-Sioux waren nach dem Sieg über die United States Army in der Schlacht am Little Bighorn nach Kanada geflohen. Steele und Terry versuchten, Sitting Bull zur Rückkehr in die Vereinigten Staaten zu bewegen. Bis 1881 waren die meisten von ihnen zurückgekehrt, vor allem, weil es in Kanada weniger Jagdmöglichkeiten gab.
Im 1885 befehligte Steele während der Nordwest-Rebellion eine Polizeieinheit. Er war bei der Schlacht von Frenchman’s Butte anwesend, wo die Cree-Krieger von Big Bear General Thomas Bland Strange besiegten. Zwei Wochen später befehligte Steele Regierungseinheiten in der Schlacht am Loon Lake, der letzten Schlacht der Rebellion. Dort besiegte er die Häuptlinge Big Bear und Wandering Spirit. Nach dem Aufstand wurde er nach Calgary versetzt, um zusätzlich zu seinen Polizeiaufgaben Militäraufklärer auszubilden und zu organisieren.
Im 1887 wurde er in den Südosten von British Columbia geschickt, weil die Spannungen zwischen der kanadischen Regierung und den Kutenai gefährlich geworden waren. Nach seiner Ankunft beaufsichtigte er den Bau einer Festung am Kootenay River. Bis Mitte 1888 konnten die Spannungen durch Verhandlungen zwischen Steele und dem Kutenai-Häuptling Isadore friedlich beigelegt werden.
Im Jahr 1888 wurde er Kommandant von Fort Macleod, wo er das nächste Jahrzehnt blieb. 1889 lernte er in Fort Macleod Marie-Elizabeth de Lotbinière-Harwood kennen, die Tochter des Politikers Robert Harwood. Sie heirateten 1890 in Vaudreuil, Québec, und hatten drei Kinder.
Die Entdeckung von Gold in den Klondike Fields Ende der 1890er Jahre veranlasste viele Menschen, in den Nordwesten Kanadas zu ziehen. Im Januar 1898 wurde er zum Polizeikommissar ernannt, der für die Überwachung des Klondike-Goldrauschs zuständig war. Polizeistützpunkte wurden am White Pass, Chilkoot Pass und Bennett Lake eingerichtet. Er verweigerte Goldsuchern den Zutritt in die Region, sofern sie nicht über genügend Vorräte verfügten. Seine Führung der Polizei war bemerkenswert, da es während des Klondike-Goldrauschs weniger Chaos und Kriminalität gab als bei vielen anderen Goldräuschen dieser Zeit. Ende 1898 zog er nach Dawson, befehligte die gesamte Polizei im Yukon und war Mitglied des Yukon Territorial Council.
In den frühen 1900er Jahren wurde Steele von Donald Smith, 1. Baron Strathcona als Kommandeur des Kavallerieregiments Strathcona’s Horse angeworben. Steele wurde am 7. März 1900 zum Lieutenant Colonel ernannt und das Kavallerieregiment verließ Kanada am 17. März, um am Zweiten Burenkrieg in Südafrika teilzunehmen. Sein Regiment reiste im März 1901 nach London und wurde dort aufgelöst, bevor seine Mitglieder nach Kanada zurückkehrten; Steele erhielt dabei ehrenhalber den Rang eines Lieutenant Colonel der British Army. In London wurde Steele von König Eduard VII. als Mitglied vierter Klasse des Royal Victorian Order und als Companion des Order of the Bath ausgezeichnet.
Von 1901 bis 1906 befehligte er eine Division der südafrikanischen Kolonialpolizei. 1907 kehrte er nach Kanada zurück, wo er ein Reserve Kommandeur in Alberta (1907–1910) und dann in Winnipeg (1910–1914) war.
Im August 1914 beantragte Steele nach Beginn des Ersten Weltkriegs die Aufnahme in die Canadian Army. Er wurde zunächst aufgrund seines Alters abgelehnt, da er 66 Jahre alt war. Steele zunächst im Dezember 1914 zum Major General der kanadischen Miliz ernannt und mit der Leitung der Ausbildung in Westkanada beauftragt. Anfang 1915 wurde er vorübergehend zum Kommandeur der 2nd Canadian Division ernannt. Er sollte die Division bis zu ihrer Ankunft an der Westfront in Frankreich befehligen und dann abgelöst werden. Es kam jedoch zu Meinungsverschiedenheiten, als der kanadische Verteidigungsminister Sam Hughes plante, Steele zum Kommandeur aller kanadischen Streitkräfte in Europa zu machen. Dies war umstritten, da es zwei kanadische Brigadegeneräle der regulären Armee gab, die sich um die Rolle bewarben und einen höheren Rang als Steele hatten. Die Kontroverse endete, als Steele von George Halsey Perley entlassen wurde, weil er sich weigerte, nach Kanada zurückzukehren, um die militärische Rekrutierung zu überwachen. Stattdessen blieb er im Vereinigten Königreich und war bis zu seiner Pensionierung im Juli 1918 Offizier in der British Army. Im Januar 1918 wurde er als Knight Commander des Order of St. Michael and St. George geadelt.
Steele starb am 30. Januar 1919 in London an der Spanischen Grippe. Er wurde auf dem Friedhof der St. John’s Cathedral in Winnipeg begraben. In Kanada sind viele Orte nach Steele benannt. Dazu gehören der Mount Steele, Kanadas fünfthöchster Berg, die Steele-Kaserne auf dem Canadian Forces Base Edmonton und der Provinzpark Steele Narrows in Saskatchewan. Im Jahr 2008 kaufte die University of Alberta Steeles Schriften und Dokumente von seinen britischen Nachkommen.